# Amphixystis leptorrhiza
Amphixystis leptorrhiza är en fjärilsart som beskrevs av Edward Meyrick 1921. Amphixystis leptorrhiza ingår i släktet Amphixystis och familjen äkta malar. Inga underarter finns listade i Catalogue of Life.